# Suzuki DRZ
La DRZ è una serie di motociclette prodotte dalla casa motociclistica giapponese Suzuki dal 2000.
La DRZ differisce dalle DR, per via delle soluzioni più sofisticate rispetto a quest'ultima, come il motore raffreddato ad acqua e l'impostazione della moto più vicina alle moto professionali.

## Descrizione
La Suzuki DRZ 400 venne presentata nel 1999, in sostituzione della precedente DR 350.
In vendita regolarmente dal 2000, inizialmente la gamma prevedeva tre modelli tutti da 400 cm³, una da fuoristrada, una fuoristrada con avviamento elettrico ed una da fuoristrada stradale, con tacchetti decisamente più bassi, munita d'avviamento elettrico e portaoggetti sopra il parafango posteriore.
Più avanti venne inserita una motard, che a differenza della versione fuoristrada stradale ha oltre agli pneumatici prettamente stradali, forcelle rovesciate, parafango anteriore più corto e un nuovo impianto frenante.
Venne quasi subito accompagnata da altre versioni di cilindrata minore, ma tutte improntate per il solo uso fuoristrada.
Il telaio è in acciaio in ogni versione e cilindrata, con l'utilizzo di una forcella all'anteriore, mentre per il forcellone si ha un sistema monocross a leveraggi con le cilindrate pari o superiori a 125, mentre con le cilindrate pari o inferiori a 110 si ha un sistema cantilever.
Il motore è sempre in ogni caso un 4 tempi e lo scarico passa sempre a destra e si adopera sempre un cambio a marce, inoltre il serbatoio ha in ogni caso un tappo a vite senza serratura.

## Modelli e varianti

### Minimoto
- 50, prodotta nel 2008[1]
- 70, prodotta dal 2008[1]

### Moto intermedie
- 110, prodotta dal 2003[2] al 2005[3]
- 125, prodotta dal 2002[4]

### Moto
- 250, prodotta dal 2002[5] al 2007[6]
- 400
  - Suzuki DRZ 400, prodotta dal 2000[7] al 2002[7], questa moto differisce dalla DRZ 400 E per via del solo avviamento a pedale
  - Suzuki DRZ 400 E, Suzuki Valenti DRZ 400 E, prodotta dal 2000[8] al 2008[9] anche per l'Italia, dal 2009 solo per gli USA
  - Suzuki DRZ 400 S, prodotta dal 2000[10] al 2006[10]
  - Suzuki DRZ 400 SM, prodotta dal 2005[11] al 2007[11]
  - Suzuki Valenti SM 400, prodotta dal 2006[12] al 2008[12]